# 1542 no Brasil
Esta é uma cronologia dos fatos acontecimentos de ano 1542 no Brasil.

## Eventos
- 13 de fevereiro: O Rio Amazonas é descoberto pelos conquistadores espanhóis Gonzalo Pizarro e Francisco de Orellana.
- Concluída a chegada da primeira leva de escravos africanos ao Brasil, em Pernambuco.